# Улюблений дурень бога
«Улюблений дурень бога» (англ. God's Favorite Idiot) — американський комедійний апокаліптичний телесеріал від Netflix із Беном Фальконе у головній ролі. Серіал складається з шістнадцяти епізодів, прем'єра першої частини з восьми серій відбулася 15 червня 2022 року.

## Синопсис
Після того, як Кларка вразила блискавка від дуже незвичайної ангельської хмари, він раптом отримав здатність світитися. Його колеги, серед яких і його дівчина Емілі, вважають, що це якось пов'язано з Богом. Їхні побоювання підтверджуються, коли ангел каже Кларку, що він має бути Божим посланцем і повинен запобігти Апокаліпсису.

## Акторський склад і персонажі
| Актор            | Роль                |
| ---------------- | ------------------- |
| Бен Фальконе     | Кларк Томпсон       |
| Мелісса Маккарті | Емілі Лак           |
| Леслі Бібб       | Сатана              |
| Кевін Данн       | Джин, батька Кларка |
| Янік Трусдейл    | Чамюель             |
| Усман Еллі       | Мохсін Раза         |
| Ана Скотні       | Венді               |
| Кріс Сендіфорд   | Том                 |
| Стів Меллорі     | Фрізбі              |

## Список епізодів
| № серії | Назва серії                                                 | Режисер(и)       | Сценарист(и) | Оригінальна дата виходу |
| ------- | ----------------------------------------------------------- | ---------------- | ------------ | ----------------------- |
| 1       | «Чотири з мінусом»                                          | Майкл Макдональд | Бен Фальконе | 15 червня 2022          |
| 2       | «Ангел»                                                     | Майкл Макдональд | Бен Фальконе | 15 червня 2022          |
| 3       | «Проповідник»                                               | Майкл Макдональд | Бен Фальконе | 15 червня 2022          |
| 4       | «Бог, Сатана та приємний запах»                             | Майкл Макдональд | Бен Фальконе | 15 червня 2022          |
| 5       | «Слово(любов)»                                              | Шейла Г. Уолдрон | Бен Фальконе | 15 червня 2022          |
| 6       | «Том Хреститель»                                            | Шейла Г. Уолдрон | Бен Фальконе | 15 червня 2022          |
| 7       | «Чотири вершники»                                           | Майкл Макдональд | Бен Фальконе | 15 червня 2022          |
| 8       | «Втікачі не перемагають, але переможці іноді можуть втекти» | Майкл Макдональд | Бен Фальконе | 15 червня 2022          |

## Український дубляж
- Володимир Терещук — Кларк Томпсон
- Олена Узлюк — Емілі Лак
- А також: Андрій Соболєв, Дмитро Терещук, Марина Клодніцька, Наталія Задніпровська, Олександр Шевчук, Сергій Гутько, Сергій Ладєсов, Юлія Малахова

Фільм дубльовано студією «Так Треба Продакшн» на замовлення компанії «Netflix» у 2022 році.
- Режисер дубляжу — Олена Мойжес
- Перекладач — Юлія Почінок
- Спеціаліст зі зведення звуку — Дмитро Бойко
- Менеджер студії — Ольга Чернявська

## Виробництво

### Розробка
У грудні 2020 року Netflix замовив розробку 16-серійного серіалу Улюблений дурень бога. Бен Фальконе та Мелісса Маккарті мали стати головними акторами та виконавчими продюсерами за допомоги On the Day Productions. Майкл Макдональд буде режисером і виконавчим продюсером (раніше він працював з Фальконе і Маккарті над серіалом «Ніхто». Стів Меллорі приєднався як виконавчий продюсер у лютому 2021 року.

### Кастинг
Разом з анонсом серіалом стало відомо, що головні ролі отримали Бен Фальконе та Мелісса Маккарті. У лютому 2021 року до серіалу долучилися Янік Трусдейл, Усман Еллі, Ана Скотні, Кріс Сендіфорд і Стів Меллорі. Леслі Бібб і Кевін Данн приєдналися за місяць.

### Фільмування
Зйомки розпочалися в Байрон-Бей і Балліна на півночі Нового Південного Уельсу в березні 2021 року. Фільмування завершилося на початку червня 2021 року, встигли відзняти лише вісім епізодів. Очікувалося, що зйомки завершиться в листопаді 2021 року. Іншу частину з восьми епізодів знімуть пізніше.